# Alexander Neill
Alexander Neill   (Forfar, 17 d'octubre de 1883 - Aldeburgh, 23 de setembre de 1973) va ésser un pedagog escocès que després d'un breu parèntesi periodístic, començà la seua activitat docent als 31 anys.

## Biografia
El 1924, després d'haver treballat a Alemanya, Neill creà una comunitat terapèutica lliure, precedent de Summerhill Scholl que va néixer el 1927 a Leiston, a uns 100 km al nord-est de Londres. Aquest centre es caracteritzà per la llibertat que s'aconseguí a partir de dos principis bàsics: l'autogestió i l'autocontrol.
Neill va intentar portar a la pràctica escolar les idees de Homer Lane i Wilhelm Reich. Va deixar constància del seu pensament pedagògic a Summerhill.